# Messenpekové
Messenpekové byli členové nižší šlechty, kteří působili na Moravě a Uhrách ve službách českých a uherských králů. Psáni také jako Páni z Messenpecku.

## Historie rodu
Písemné zmínky o tomto rodu jsou z první poloviny 15. století na východní Moravě (1408 Hluk, 1434 Helfštejn, 1446 Rožnov aj.) a také na severním Slovensku (1400 Orava, 1425 Likava).

### Původ rodu
V období 13. století se uváděl v listinách starobylý rakouský šlechtický rod z Messenpecku, z Messenbachu a také z Messenbecku.

### Moravská větev
Moravský moravský genealog Josef Pilnáček považoval Messenpeky za rakouskou rodinu přistěhovalou v druhé polovině 14. století na Moravu. Historik Branislav Varsik vyslovil názor, že rod pocházel z Moravy z prostředí nižší šlechty.
Počátkem 21. století se historici domníval, že by mohlo jít o rod, který pocházel z Uher. Dle Jiřího Juroka se o Janovi z Messenpeku píše, že to byl: "uherský nižší šlechtic a syn oravského kastelána".. Dle Mileny Ostrolucké, která v přehledu rodu přicházejících z Uher na Moravu mj. zjistila, že: "Na prelome 14. a 15. stor. si na Morave podržali rozsiahle, násilím zabraté majetky bratia Messenpekovci z Oravy."
Úvahy o uherském původu se zakládají na domněnce, kdy byl jistý Jura z Messenpeku kastelánem na Oravském hradě. Dokládaly to dvě listiny uherského krále Zikmunda z 1. ledna a 4. ledna 1400, ve kterých vystupuje Jiří z Messenpeku, královský oravský kastelán. Jeho švagr by měl být Jakub z Bělin. První listina sděluje, že Zikmund odevzdává Messenpekovi do zástavy hrad Hukvaldy a některé další majetky olomouckého biskupství. Ve druhé listině král oznamuje obsazení Hukvald a dalších míst svými lidmi, mezi nimiž jmenuje také jistého Messenpeka. V listinách je psán jako Messenpek, oravský kastelán, s křestním jménem v podobě Jurko (Givrko), Durdík (Gyurgik), což je více uherské jméno, nežli české, či moravské. Jde však pravděpodobně o fonetický přepis jména uherským písařem.
V roce 1365 je zmiňován jistý Jan starší, který držel poblíž rakouských hranic vesnice Urbaneč (1365), další zboží v okolí Slavonic (1407) a Krajovice (1409, dnes zaniklá obec). Jeho ženou byla Dorota (1407, 1409).
Po něm přebírá majetek Jiří z Messenpeku. Od roku 1400 byl kastelánem na Oravském hradě. V listopadu 1408 se tituloval jako "Pán na Hluku", kde pravděpodobně sídlil a spolu s manželkou Annou (je doložena 1412). Poslední zpráva o něm je z roku 1420, kdy Jiří z Messenpeku a z Hluku odprodal tvrz a ves Krajovice poblíž Jemnice. V roce 1412 se uvádí jeho děti: Jiří mladší, Jan a Anna. Jiří převzal otcův majetek, byl známý válečník, po jeho smrti převzal majetek jeho Jan. Ten byl kastelán likavského hradu (1420–1429) a pán na Hluku, Helfštýně, Rožnově atd.
Z pramenů historici odvozují, že tedy šlo o rod z Moravy, dle Josefa Pilnáčka, přesněji o jednu z větví rakouského rodu Messenpeků, která se usadila kolem roku 1365 na Moravě.

## Erb
Erb se vyskytuje ve dvojí provedení:
1. Ve stříbrném štítu je černé břevno. V klenotu pak stříbrné křídlo s černým břevnem. Přikryvadla černo-stříbrná. (Josef Pilnáček, Moravská větev rodu)
2. Ve stříbrném štítu je zelené břevno. (Johann Siebmacher, Moravská větev rodu)